# Escova (jogo de cartas)
Escova, ou jogo de escovas, é um jogo de cartas português que por sua vez é variante da Escoba espanhola. Ambos os jogos são variantes do jogo de cartas italiano Scopa a partir da Scopa di Quindici.

## Objetivo do jogo
O objetivo do jogo é capturar a maior quantidade de cartas por meio de combinações de cartas no valor de 15 pontos, estas combinações são feitas com uma carta da mão e uma ou mais cartas da mesa.

## Número de jogadores
O jogo da Escova é jogado por quatro pessoas, que se dividem em duplas, cada um sentando-se a frente de seu respectivo parceiro e ao lado de seus adversários.

## Tipo de baralho
É usado o baralho francês retirando-se as cartas 8, 9 e 10.

## Ordem e valor das cartas
A ordem das cartas no jogo é rei, valete, dama, sete, seis, cinco, quatro, três, dois, um, com os valores 10, 9, 8, 7, 6, 5, 4, 3, 2, 1, respectivamente.

## Desenvolvimento do jogo
Sorteia-se o carteador a partir de retirada uma carta do baralho por cada um dos jogadores, que colocarão suas cartas viradas para cima sobre a mesa, o que retirar a carta de maior valor será o carteador.
O carteador embaralha as cartas e as repassa para o jogador da sua esquerda fazer o corte. E seguida faz a seguinte distribuição quatro vezes: coloca uma carta virada para cima na mesa e entrega uma carta para cada jogador a partir do que estiver a sua direita e terminando em si; isto resultará em três cartas entregues para cada jogador e quatro cartas viradas para cima sobre a mesa.
O jogador a direita do carteador inicia tentando fazer combinações de 15 pontos. Se conseguir fazer a combinação, coloca a sua carta da mão que fez 15 pontos com uma mais cartas de mesa e as coloca numa pilha que ficará a sua frente. 
Se o jogador ao fazer 15 pontos retirar todas as cartas da mesa, faz uma 'escova' e deverá colocar uma delas desvirada na sua pilha de cartas, em perpendicular com as outras, para sinalizar a escova feita.
Não conseguindo fazer nenhuma combinação escolhe uma de suas cartas e a coloca sobre a mesa.
Quando todos os jogadores descartarem suas três cartas da mão uma nova distribuição de três cartas é feita no sentido anti-horário. O jogo segue assim até que as cartas acabem.
Caso sobrem cartas na mesa ao final da partida elas devem ficar com o último jogador que tiver captura de cartas.
Na última rodada as cartas sobre a mesa devem somar 10, 25, 40 e 55 pontos, não havendo um destes valores significa que houve erro e as duplas devem verificar suas cartas ganhas.
A equipe que cometeu erro perde os pontos da partida. A equipe que não cometou erros recebe 6 pontos mais os pontos das escovas conseguidas.
Não havendo erros na partida, cada equipe conta devidamente seus pontos

## Pontuação
Ao final do jogo fazem a seguinte contagem de pontos:
- Cada escova vale um ponto.
- Dupla com maior quantidade de cartas: 1 ponto.
- Dupla que obtiver a Primeira: 1 ponto.
- Dupla que obtiver todos os setes: 2 pontos.
- Dupla com maior número de cartas de ouros: 1 ponto.
- Dupla em posse do sete de ouros: 1 ponto

O 2 pontos de todos os setes se acomulam com o ponto do sete de ouros.

## Primeira
A Primeira é soma mais alta de uma das duplas obtidas pelos valores de índices das cartas de 7, 6, 5 e 4, de cada naipe, que cada dupla obtiver.